# 岐阜県道60号美濃関停車場線
岐阜県道60号美濃関停車場線（ぎふけんどう60ごう みのせきていしゃばせん）は、岐阜県関市内の県道（主要地方道）である。

## 概要
長良川鉄道関駅への連絡道路である。
県道名の美濃関停車場とは、旧国鉄越美南線、美濃関駅（現関駅）より。1986年（昭和61年）12月11日に長良川鉄道になり、駅名が変更された後も変更されていない。

### 路線データ
- 起点：岐阜県関市元重町（関駅東）
- 終点：岐阜県関市本町（岐阜県道281号関美濃線交点）
- 実延長：712m[1]

## 歴史
- 1993年（平成5年）5月11日 - 建設省から、県道美濃関停車場線が美濃関停車場線として主要地方道に指定される[2]。

## 地理

### 通過する自治体
- 関市

### 交差する道路

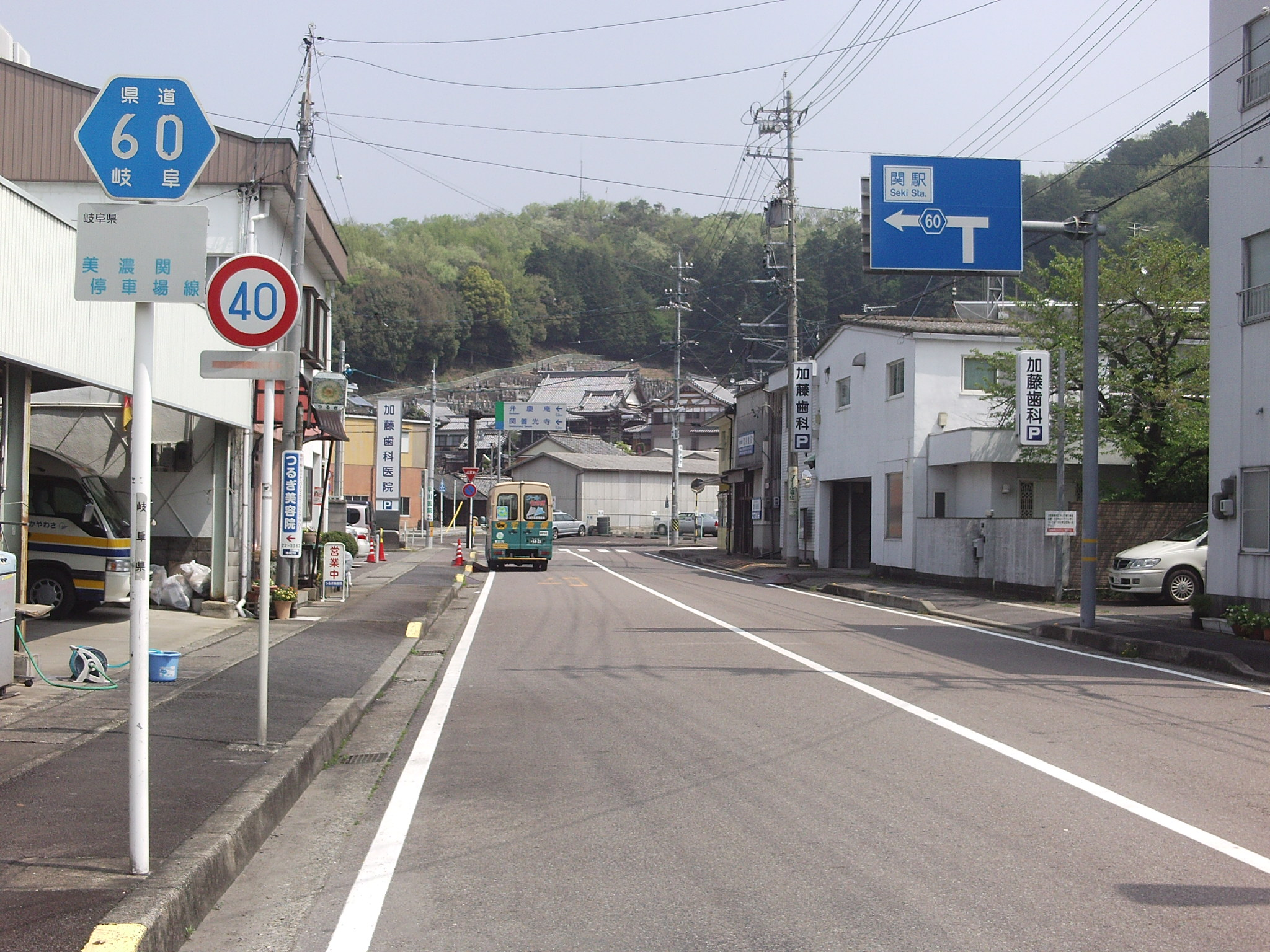
本町界隈

- 岐阜県道281号関美濃線（関市本町、終点）

### 沿線にある施設など
- 長良川鉄道 関駅
- 安桜山
- 安桜山公園